# لوكاس ماتا ماتا
لوكاس ماتا ماتا (بالإنجليزية: Lucas Mata)‏ هو متزلج جماعي أسترالي، ولد في 8 يوليو 1988 في برث في أستراليا.

## وصلات خارجية
- لوكاس ماتا ماتا على موقع الاتحاد الدولي لألعاب القوى (الإنجليزية)
- لوكاس ماتا ماتا على موقع أوليمبيديا (الإنجليزية)
- لوكاس ماتا ماتا على موقع اللجنة الأولمبية الأسترالية (الإنجليزية)